# Michael Quiñónez
Michael Jackson Quiñónez Cabeza, noto semplicemente come Michael Quiñónez (Santo Domingo, 21 giugno 1984), è un calciatore ecuadoriano, centrocampista del Colorados Jaipadida.

## Carriera
Ha giocato nella massima serie ecuadoriana con El Nacional (41 presenze), Deportivo Quito (23 presenze) e Barcelona Guayaquil (75 presenze).